# اپی‌کندیلیت
اپی‌کندیلیت (انگلیسی: Epicondylitis) نوعی بیماری عضلانی-اسکلتی است که به التهاب یک اپی‌کندیل اشاره دارد. 
- اپی‌کندیلیت جانبی (لترال) که تحت عنوان آرنج تنیس‌بازان شناخته می‌شود.[۱]
- اپی‌کندیلیت داخلی (مدیال) که تحت عنوان آرنج گلف‌بازان شناخته می‌شود.[۲]